# Dörverden
Dörverden – gmina samodzielna (niem. Einheitsgemeinde) w Niemczech, w kraju związkowym Dolna Saksonia, w powiecie Verden.

## Geografia
Gmina Dörverden położona jest w widłach rzek Wezery i Aller.
Przez Dörverden przebiega droga krajowa B215.